# Persija Jakarta
Persija Jakarta é um time de futebol da cidade de Jakarta, Indonésia.

## Fundação
O time foi fundado em 28 de novembro de 1928.

## Persija Jakarta

### Competição Nacionais
- Perserikatan
- Campeão (9): 1931,1933, 1934, 1938, 1954, 1964, 1973, 1975, 1979
- Finalista (5): 1932, 1951, 1952, 1978, 1988

- Liga Indonesia
- Campeão (2): 2001, 2018
- Finalista (1): 2005

### Copa Nacionais
- Copa Indonesia
- Finalista (1): 2005
- Copa do Presidente
- Campeão (1) 2018

### Torneio Nacionais
- Bang Yos Gold Cup
- Campeão (1): 2003

- Bang Ali Cup
- Campeão (1): 1977

- Trofeo Persija
- Campeão (2): 2011, 2012

- Siliwangi Cup
- Campeão (2): 1976, 1978

- Jusuf Cup
- Campeão (1): 1977

- Surya Cup
- Campeão (1): 1978

- Marah Halim Cup
- Campeão (1): 1977

### Internacionais
- Quoch Khanh Saigon Cup
- Campeão (1) 1973

- Brunei Invitation Cup
- Campeão (2) 2000, 2001

## Junior Team

### Persija U-18
- Soeratin Cup
- Campeão (4): 1967, 1970, 1972, 1974
- Finalista (1): 2000

## Patrocinadores
- K-Vision
- Doku.com